# Thank You for the Venom
"Thank You for the Venom" é o segundo single e a nona faixa do segundo álbum de estúdio da banda americana My Chemical Romance, intitulado Three Cheers for Sweet Revenge. Foi lançado como um single de rádio na Europa e é o quinto single do My Chemical Romance. A música atingiu a posição 71 no Reino Unido. Ela foi lançada em vinil vermelho de edição limitada e há muito tempo está fora de circulação. A faixa também foi destaque no jogo Need for Speed: Underground Rivals para PSP.

## Lista de faixas
Todas as faixas escritas e compostas por My Chemical Romance. 
| CD promocional Reino Unido |                                         |         |  |
| N.º                        | Título                                  | Duração |  |
| 1.                         | "Thank You for the Venom"               | 3:43    |  |
| 2.                         | "Extras incluindo conteúdo de CD Extra" |         |  |

| Disco de vinil Reino Unido |                                                     |         |  |
| N.º                        | Título                                              | Duração |  |
| 1.                         | "Thank You for the Venom"                           | 3:41    |  |
| 2.                         | "Jack the Ripper" (ao vivo; original por Morrissey) | 3:25    |  |

## Paradas
| Parada (2004)       | Posição mais alta |
| ------------------- | ----------------- |
| UK Singles (OCC)    | 71                |
| UK Rock Chart (OCC) | 4                 |

## Histórico de lançamento
| Região      | Data                   | Gravadora           | Formato        |
| ----------- | ---------------------- | ------------------- | -------------- |
| Reino Unido | 13 de dezembro de 2004 | - Reprise - Eyeball | Disco de vinil |
| Reino Unido | 2004                   |                     | CD             |